# Angelika Hartmann (Pädagogin)

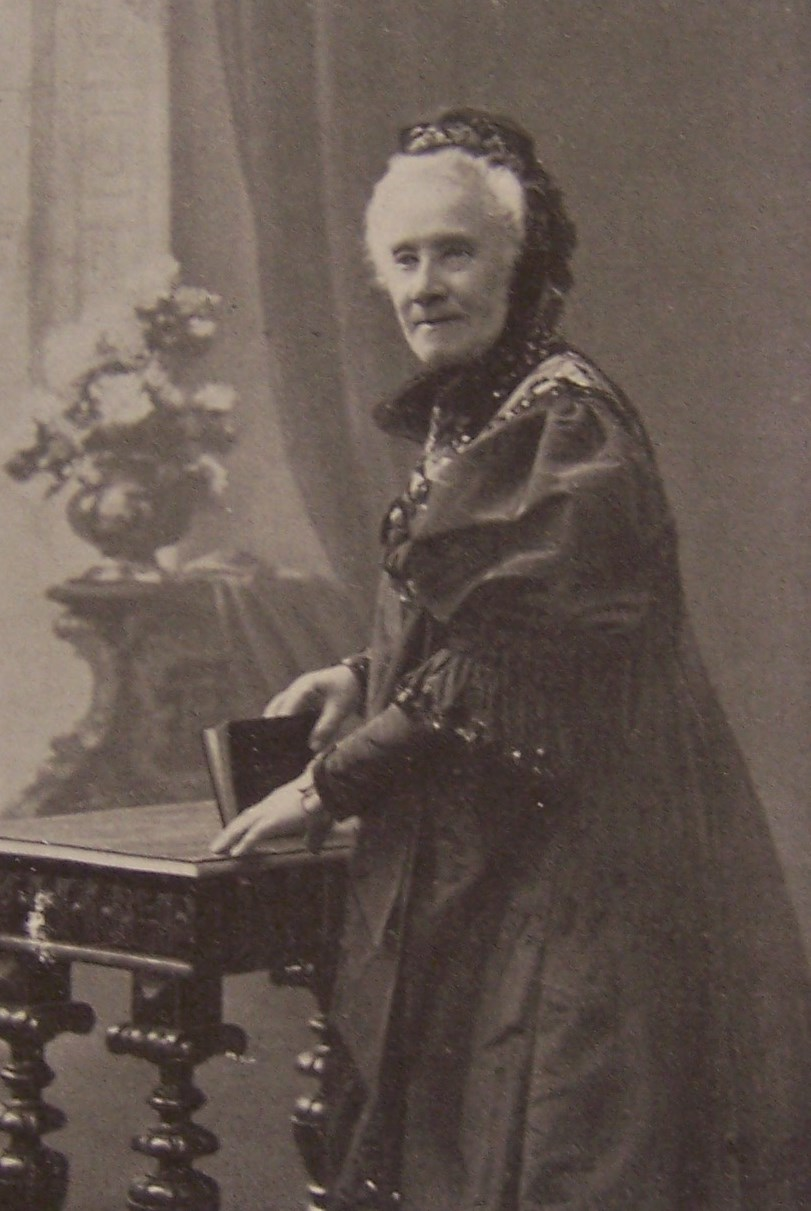
Angelika Hartmann vor 1909

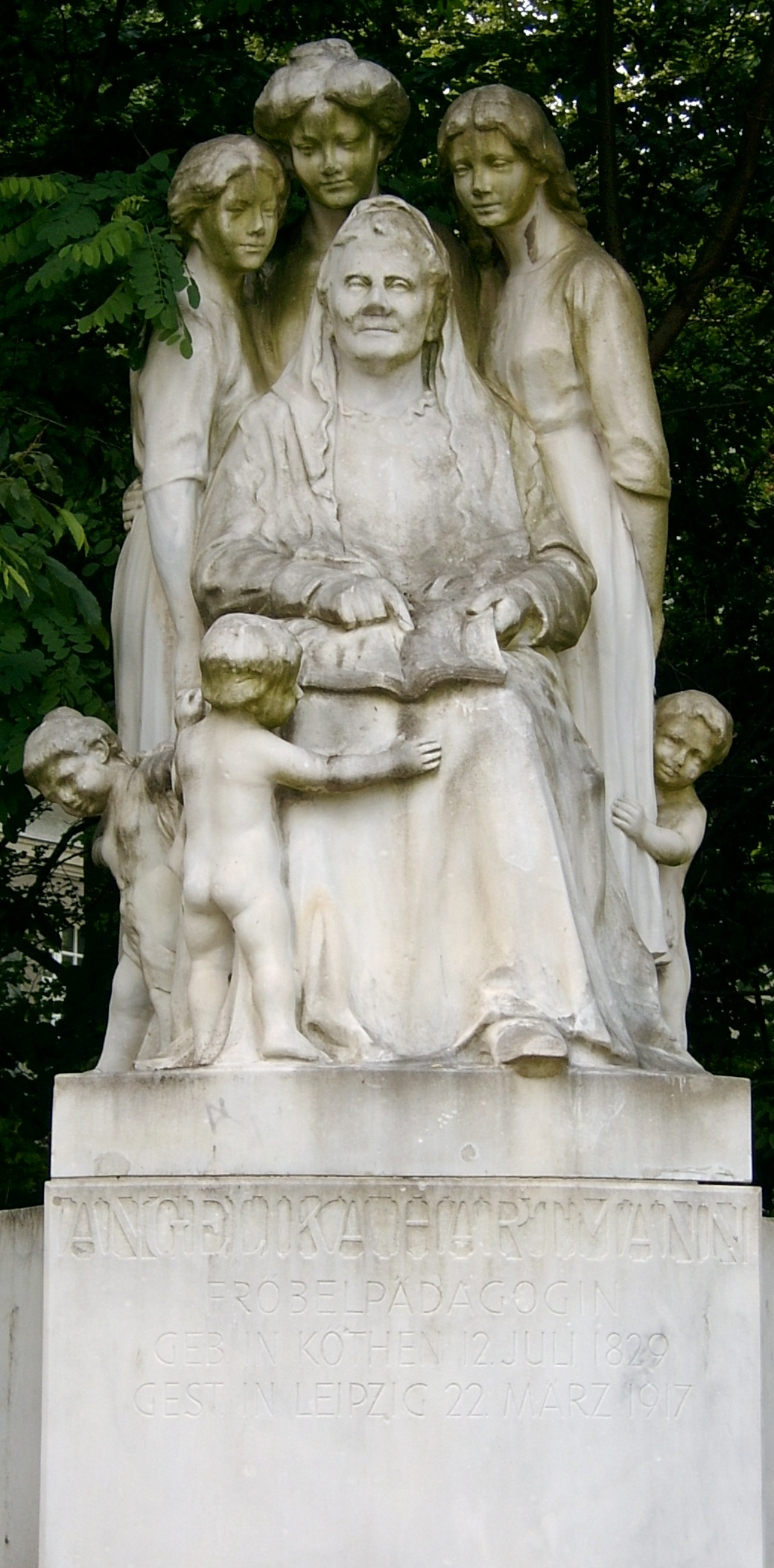
Angelika Hartmann-Denkmal in Köthen

Henriette Angelika Hartmann (* 12. Juli 1829 in Köthen (Anhalt); † 22. März 1917 in Leipzig) war eine deutsche Pädagogin, welche durch die Gründung mehrerer Kindergärten die fröbelschen Ideen verbreitete.

## Leben und Wirken
Angelika Hartmann kam am 12. Juli 1829 in Köthen zur Welt. Ihre Mutter verstarb bereits, als Angelika vier Jahre alt war und ihren Vater verlor sie im Alter von gerade 16 Jahren. Von da an musste sich Angelika Hartmann nun ihren Lebensunterhalt als Kindermädchen und durch Erteilung von Privatstunden verdienen. Besondere Vertrauenspersonen waren für sie der Köthener Gymnasialprofessor Karl Schmidt und die Fröbelepigonin Bertha von Marenholtz-Bülow, mit denen sie zeitlebens in enger Freundschaft stand, die das junge Mädchen in privatem pädagogischen und philosophischen Unterricht in die Gedankenwelt Friedrich Fröbels einführten.
Auf Anraten der Adeligen und Karl Schmidt ging Angelika Hartmann 1859 nach Dresden, um sich dort in dem von Bruno Marquart geleiteten Kindergärtnerinnenseminar ausbilden zu lassen. Anschließend eröffnete sie in Dresden einen privaten Kindergarten. Diesen übergab Angelika Hartmann 1864 und kehrte nach Köthen zurück. In ihrer Heimatstadt gründete sie zu Ostern 1864 den ersten konfessionsfreien Kindergarten nach Fröbel, in welchem Ende 1865 bereits etwa 60 Kinder im Vorschulalter von 2 ½ - 6 Jahren nach Fröbelschen Grundsätzen gebildet und erzogen wurden. Ein besonderes Anliegen war ihr der Übergang vom Kindergarten zur Schule, die sog. Vermittlungsklasse. Ihrem Kindergarten fügte die Pädagogin eine dreiklassige Elementarschule hinzu. Mit dem Anschluss einer höheren Töchterschule und einem Kindergärtnerinnen- und Lehrerinnenseminar entstand drei Jahre später das Dr.-Karl-Schmidt-Institut.
1875 übersiedelte Angelika Hartmann mitsamt ihrem Institut nach Leipzig. Dort gründete sie bereits 1876 den „Leipziger Fröbelverein“, der im September 1879 dem Deutschen-Fröbelverein (DFV) beitrat, und einen Volkskindergarten. In der Folgezeit rief sie noch den Kindergartenverein „Hartmannia“ und den Verein „Deutsche Mütter“ ins Leben. 1895 übereignete sie ihre Einrichtungen dem „Leipziger Fröbelverein“, der 1904 ein eigenes Haus erwerben konnte. Dieses wurde in Würdigung und Dankbarkeit an die Gründerin „Angelika-Hartmann-Haus“ genannt. Damit verbunden war die Aufgabenstellung, Lehrerinnen an Bürgerschulen und Kindergärtnerinnenseminaren, Familienkindergärtnerinnen, Leiterinnen von öffentlichen Kindergärten, Horten und Jugendheimen, sowie auch Kindergärtnerinnen auszubilden. Unter Angelika Hartmanns Leitung wurden ca. 5000 junge Mädchen und Frauen ausgebildet.
Angelika Hartmann war aktives Mitglied des DFVs, für den sie mehrere Hauptversammlungen in Köthen und in Leipzig organisierte.
Die Pädagogin starb im Alter von 87 Jahren am 22. März 1917 in Leipzig. Ihre Urne wurde im Kolumbarium des Leipziger Südfriedhofes beigesetzt.
Teile ihres Nachlasses und Literatur von ihr und über sie (Diplom-/Magister-/wissenschaftliche Hausarbeiten) befinden sich im Ida-Seele-Archiv.
Herbert Egerland (siehe Literatur) schreibt in seiner Biografie über Angelika Hartmann:
„Ein Fakt ist es, dass kein Lexikon überhaupt den Namen Angelika Hartmann erwähnt, und selbst in der Fachliteratur wird ihr Name unter der Anhängerschaft, die das Werk von Fröbel nach seinem Tode 1852 erfolgreich fortsetzten, nicht gewürdigt, ja nicht einmal genannt ... Die fehlende Würdigung ihrer pädagogischen Wirksamkeit gehört so gesehen zum vergessenen pädagogischen Erbe in der Geschichtsschreibung ... Die Hauptwirkungsstätten der Menschenerzieherin Hartmann sind die Bachstädte Köthen und Leipzig. Hier konnte sie mit großem Erfolg ihre praktischen Ideen der Fröbelpädagogik umsetzen“.
In Köthen gibt es seit dem 15. November 1914 ein Angelika-Hartmann-Denkmal (geschaffen von Paul Stuckenbruck), die so genannte „Angelika Hartmann-Bank“. Daneben tragen in Köthen eine Kindertagesstätte und eine Förderschule mit dem Förderschwerpunkt Geistige Entwicklung ihren Namen.

## Werke (Auswahl)
- Das Erzählen – mit vorzüglicher Berücksichtigung der Frage: Sind Märchen im Kindergarten zu erzählen, oder nicht?, in: Kindergarten, 9 1868, S. 26–29
- Welche Ziele sind bei der Einrichtung eines Volkskindergartens zu verfolgen?, Köthen 1870
- Der Kindergarten in Köthen, in: Kindergarten 14 1873, S. 104–107, 125–131
- Wie Fröbel Kindergärtner wurde, in: Cornelia, 9 1874, S. 105–107
- Fröbels Erziehungssystem in seiner Bedeutung für den naturwissenschaftlichen Unterricht, in: Cornelia, 10 1875, S. 105–112
- Ist der Kindergarten in organischen Zusammenhang mit der Schule zu bringen und wie wäre dies zu bewerkstelligen, in:  Rheinische Blätter für Erziehung und Unterricht, 18 1876, S. 425–440
- Kindergarten und Charakterbildung, in: Gartenlaube, 25 1877/Nr. 19, S. 314–315
- Kindergarten und Charakterbildung, in: Gartenlaube, Heft 10, 1877
- Kinderlieder mit Clavierbegleitung für Haus und Kindergarten. Composition und Text Angelika Hartmann. Seminarvorsteherin in Leipzig, Leipzig, 1878.
- Fröbels Erziehungsmittel nach der Konzentrationsidee bearbeitet für Kindergarten und Familie, Leipzig 1904